# Озьорск (Челябинска област)
Озьорск (на руски: Озёрск) е затворен град в Русия, Челябинска област, градски окръг Озьорск.
Населението на града е 79 069 души през 2018 г.
Край град Озьорск се намира комплекс „Маяк“, в който се складират ядрените отпадъци. Той е най-големият ядрен комплекс в света.